# Анна Гатчісон
Анна Гатчісон (англ. Anna Hutchison, 8 лютого 1986, Окленд, Нова Зеландія) — новозеландська актриса, відома своїми ролями, як Дельфі Грінлоу у Шотленд Стріт (2002-2004); Лілі Чілмен, Жовтий Рейнджер у т/с Могутні рейнджери: Лють джунглів (2008); Еллісон Дайн у Низ живота: Повість про два міста (2009); Емі Смарт у т/с Вперед, дівчата (2009-2012); Жюлі Лауден у фільмі жаху Хижа у лісі (2012) і Лаета у т/с Спартак: Війна проклятих (2013).

## Життєпис
Кар'єра Гатчісон почалася у новозеландській мильній опері Шотленд Стріт і продовжилася в американському серіалі Могутні рейнджери: Лють джунглів. Вона також зіграла Еллісон Дайн, подругу злочинця Террі Кларка в австралійському телесеріалі Низ живота: Повість про два міста, також відомого як Underbelly: The Mr Asia Story, і Емі Смарт в телекомедії Вперед, дівчата. У 2012 році вона знялася в добре сприйнятому критиками слешері Джосса Ведона/Дрю Годдарда Хижа у лісі.
13 квітня 2012 року оголошено, що Гатчісон приєднається до акторського складу третього сезону Спартака в 2013 році, в головній ролі Лаети, римської полонянки.

## Особисте життя
Її зріст — 1,66 м.

## Фільмографія
| Рік  | Назва                   | Роль        | Примітки               |
| ---- | ----------------------- | ----------- | ---------------------- |
| 2006 | Венді Ву:Королева у бою | Ліза        | Телефільм              |
| 2006 | Втрачений один          | Емма        | Короткометражний фільм |
| 2011 | Паніка на Рок-Айленді   | Піллі       | Телефільм              |
| 2011 | Роттінг Хілл            | Ліззі       | Короткометражний фільм |
| 2012 | Хижа у лісі             | Жюлі Лауден |                        |
| 2013 | Бліндер                 | Роуз Волтен |                        |

| Рік       | Назва                             | Роль            | Примітки                 |
| --------- | --------------------------------- | --------------- | ------------------------ |
| 2002–2004 | Шотленд Стріт                     | Дельфі Грінлоу  | Головна роль             |
| 2006      | Orange Roughies                   | Аня             | Епізоди 1,2              |
| 2007      | Поїздка з дияволом                | Поні Геммел     | Головна роль             |
| 2008      | Могутні рейнджери: Лють джунглів  | Жовтий Рейнджер | Головна роль             |
| 2008      | Легенда про Шукача                | Бронвін         | 1 епізод                 |
| 2009      | Низ живота: Повість про два міста | Еллісон Дайн    | Головна роль             |
| 2009–2012 | Вперед, дівчата!                  | Емі Смарт       | Головна роль             |
| 2011      | Морський патруль                  | Джойді          | 1 епізод                 |
| 2011      | Відчайдушні хлопці                | Емілія Файф     | Головна роль             |
| 2013      | Спартак: Війна проклятих          | Лаета           | Головна роль, 9 епізодів |
| 2013-2014 | Управління гнівом                 | Саша            | 3 епізоди                |